# Herbai Máté
Herbai Máté (Budapest, 1975. –) magyar operatőr, előadóművész.

## Életpályája
Szülei: Herbai István és Jankovich Krisztina (1945-) szinkrondramaturg. 1993-ban érettségizett a Veres Pálné Gimnáziumban. 2000–2005 között a Színház- és Filmművészeti Egyetem film- és televízió operatőr szakán tanult, ahol Kende János és Bíró Miklós oktatta.

## Filmjei
| - Citromfej (2000) - Jött egy busz… (2003) - Rohatt dolog (2003) - Nyári délután (2003) - Büfé két ablakkal (2004) - Hatemelet tiszta üveg (2004) - Így készült a Sorstalanság (2004) - A vírus (2005) - Keser-édes (2005) - Randevú (2006) - Kútfejek (2006) - Az alma (2007) - A nyomozó (2008) - Bosszú (2008) - Hideg berek (2008) - Nem gyerekjáték (2009) - Ünnep (2009) - Utolsó idők (2009) - Altató (2009) - Hajónapló (2009) - Hidegzuhany (2010) - Cathrine magánélete (2010) - Szép magyar szó-kép-tár (2010) - Szeretlek, Faust (2010) - Minden jó, ha jó (2010) - A pingvinkonstrukció (2012) - Berosált a rezesbanda (2013) - Kispárizs (2013) - Terápia (2014-2017) - Kút (2016) - Testről és lélekről (2017) - Váltságdíj (2018) - Remélem legközelebb sikerül meghalnod :-) (2018) - Nyitva (2018) - Hamlet (2021) | - Bál a pusztán (1997) - Férfiakat Szelistyének! (1997) - Ebéd (2005) - Üvegtigris 3. (2010) - Keleti pu. (2011) - Aranyélet (2016) - Terror (2018) |

## Díjai
- Aranyszem díj (2004, 2008, 2014, 2017)[4]
- Fehér György-díj (2010)[5]
- Arany Béka díj (2017)[6]